# Il signore di Ixia
(Lord Rimoah verso Lupo Solitario, prologo)
Il Signore di Ixia (titolo originale The Deathlord of Ixia) è un librogame dello scrittore inglese Joe Dever, pubblicato nel 1992 a Londra dalla Red Fox Children's Books e tradotto in numerose lingue del mondo. È il diciassettesimo dei volumi pubblicati della saga Lupo Solitario. La prima edizione italiana, del 1992, fu a cura della Edizioni EL.

## Trama
Dopo aver impedito il ritorno di Vashna nel Magnamund, Lupo Solitario deve affrontare una nuova minaccia: Il signore della Morte di Ixia, una penisola situata nel Magnamund del Nord. Vi dimora il Ixiataaga (Il Signore della morte di Ixia) che regna da una cittadella, Xaagon, completamente scavata nel ghiaccio.
L'Asta della Morte, il manufatto creato da Naar al fine di resuscitare Vashna, non è stato distrutto, ma è nelle mani di Ixiataaga. Lupo Solitario deve quindi volgere il suo cammino a Ixia una terra ghiacciata nel nord-est del Magnamund, dove si trova la tomba del Signore della Morte, uno dei luogotenenti di Agarash il Dannato, il più potente dei campioni dal male inviato da Naar nel Magnamund.

## Edizione
- Joe Dever, Il Signore di Ixia, traduzione di Laura Pelaschiar McCourt, Collana Librogame, Edizioni EL, 1992,  cap. 350, ISBN 88-7068-501-2.